# Storhertiginnan av Gerolstein

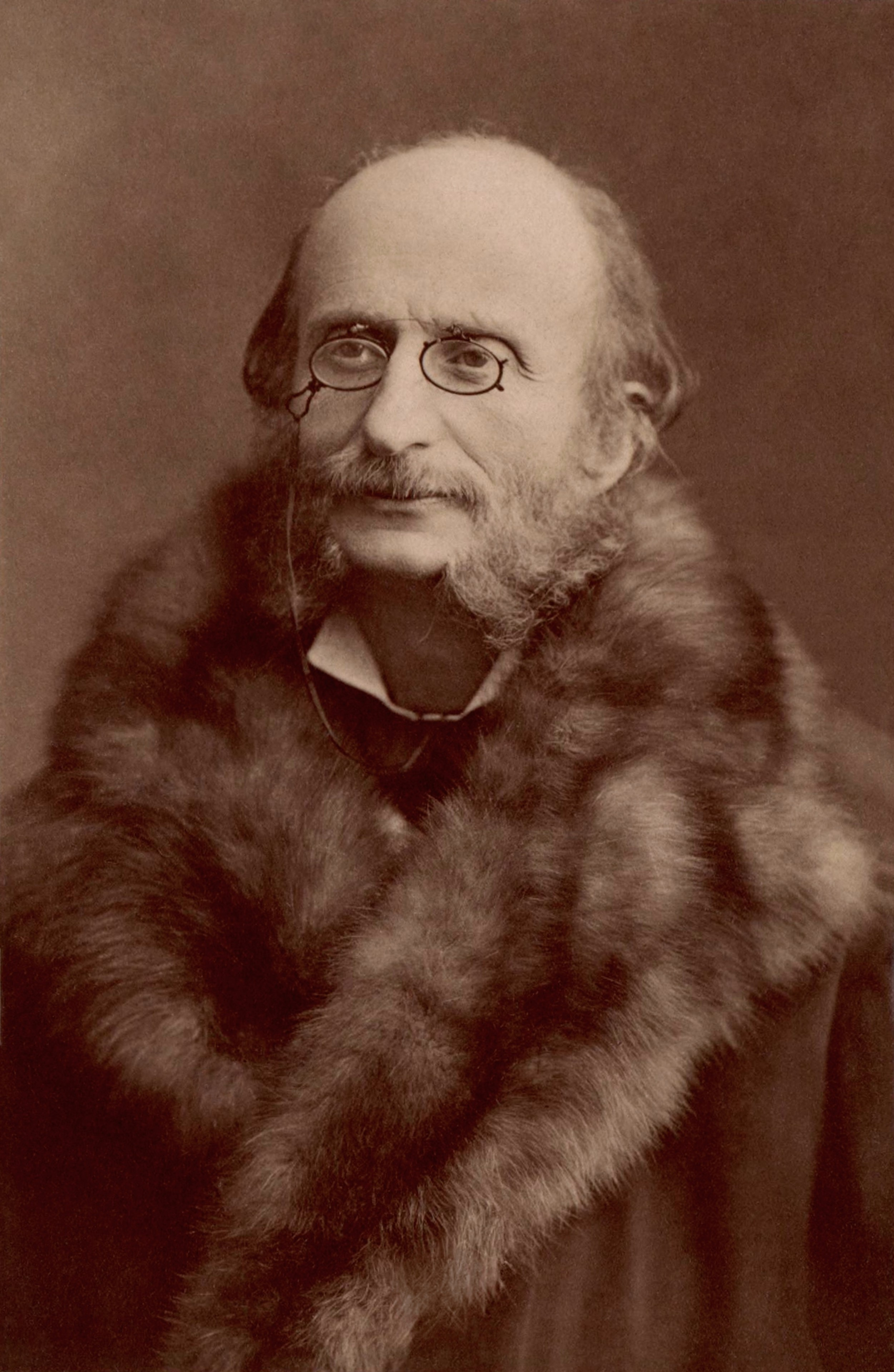
Jacques Offenbach

Storhertiginnan av Gérolstein (franska: La Grande-duchesse de Gérolstein) är en fransk operett (opéra bouffe) i tre akter och fyra tablåer med musik av Jacques Offenbach. Franskt originallibretto av Henri Meilhac och Ludovic Halévy. Berättelsen är en satirisk kritik över tanklös militarism och handlar om en bortskämd och tyrannisk ung storhertiginna som får lära sig att hon inte alltid kan få som hon vill. Ursprungligen hette operetten endast La Grand-duchesse och 'Gérolstein' lades till senare efter att censuren insisterat på att det inte fick bli någon sammanblandning med storhertigdömet Luxemburg. Gérolstein var en fiktiv plats skapad av författaren Eugène Sue.
Operetten hade premiär i Paris den 12 april 1867 med Hortense Schneider i titelrollen.

## Historia
Offenbachs karriär stod på toppen på 1860-talet efter stora framgångar med sina operetter Orfeus i underjorden (1858), Sköna Helena (1864) och Pariserliv (1866). Medan det senare verket ännu spelades för fullt skyndade sig Offenbach och hans librettister att förbereda ytterligare en ny operett, Storhertiginnan av Gérolstein, som skulle framföras under Världsutställningen 1867 i Paris. Offenbach bistod Meilhac och Halévy i skapandet av librettot. De var angelägna om att det skulle bli succé, så de engagerade den oerhört populära sångerskan Hortense Schneider, som bland annat hade sjungit titelrollen i Sköna Helena och de betalade henne den höga månadslönen på 4 500 francs. Schneider var fullt lämpad, förutom sin vokala förmåga, att porträttera den krävande och kaxiga karaktären Storhertiginnan, som var en parodi på kejsarinnan Katarina den Stora av Ryssland.
I ett brev från 22 juli 1866 skrev Jacques Offenbach från Étretat till Ludovic Halévy och talade om projektet: "Jag behöver (...) andra aktens text; omöjligt att göra något åt det som jag inte redan har gjort". Efter att ha fått texten i slutet av juli 1866, fortfarande i Étretat, skrev han till sina två librettister ett ganska skarpt brev som beskriver de förväntningar han hade och de ändringar han ville se. Den 24 november 1866 meddelade tidningen Le Figaro sina läsare namnen på artisterna i det nya stycket som provisoriskt fick namnet La Grande-Duchesse. Den 25 november 1866 meddelade samma tidning att verket fått titeln La Chambre rouge.

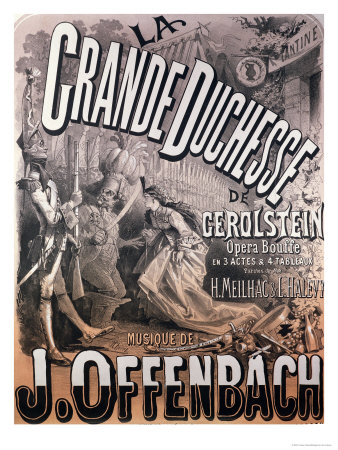
Fransk affisch från 1868.

Den 16 mars 1867 skrev Le Figaro att 18 militärmusiker hade engagerats till första och tredje akten, samt att 72 statister hade anställts istället för de planerade 24. Några dagar senare (24 mars) tillkännagav tidningen att Offenbach hade begärt 12 trummor istället för 3 men fått nöja sig med 4. Tidningen kunde även meddela om sångaren José Dupuis krav på 30 000 francs (ca 650 000 euro) för att sjunga rollen Fritz. Så sent som 24 mars pågick fortfarande förhandlingarna och den 29 mars kunde tidningen meddela att Dupois erhållit "de begärda 30 000 francs" per år. Hans ersättare Gerpré fick 6 000 francs och hans hustru, ersättare för Schneider, fick 20 000 francs per år. Hortense Schneider fick 4 500 francs i månaden, eller 54 000 francs per år (cirka 1 188 000 euros).
I slutet av mars lämnades texten in till censurmyndigheten. De ansåg att librettot var en parodi på tyskt hovliv, på romansen mellan Katarina den Stora och hennes älskare Potemkin, diktaturen hos drottning Isabella II av Spanien och hennes hov, samt, mest noterbart, händelser hos kejsare Napoleon III och hans hov. För att göra den senare saken mindre uppenbar flyttades tiden i handlingen tillbaka till tidigt 1700-tal. I en dialog nämner karaktären Fritz en batalj han just har avslutat efter arton dagars strid, men då Österrike och Preussen precis hade krigat (Tyska enhetskriget) under samma tidsperiod vid Slaget vid Königgrätz (ofördelaktigt för Frankrike dessutom) ändrades meningen till "fyra dagar". Censuren ville även förbjuda Schneider att bära ett utsmyckat militärkors i band. Hon skulle senare hämnas genom att låta sig fotograferas med den förbjudna dekorationen.
Den 3 april 1867 tillkännagav Le Figaro att premiären skulle äga rum lördagen den 6 april 1867. Men den 7 april meddelade Le Ménestrel att: "Storhertiginnan av Gérolstein inte kunde ges igår på 'Variétes'. Den skjuts upp en vecka." Le Figaro förklarade: "Allt är klart, allt är inlärt, allt borgar för en verklig succé, men artisterna (...) måste vila innan de kan utkämpa den strid som kommer bli en seger". Den 8 april meddelade Le Figaro: "Tisdag [9 april 1867] 'Storhertiginnan av Gérolstein', tre akter och fyra tablåer, av herrar Meilhac, Halévy och Offenbach på Variétes". Den 9 april skjuts premiären upp ytterligare en gång till torsdagen den 11 april på grund av "Dupuis indisposition". Enligt Le Figaro är orsaken en "kraftig influensa" och premiären senareläggs till fredag den 12 april 1867.

## Premiär och mottagande
Premiären den 12 april 1867 lockade en stor del av Paris societet. Furstinnan Pauline von Metternich var där iförd en klänning med färgen Bismarckbrunt. Musikkritikern Eduard Hanslick hade kommit från Wien. Schneider nästan vägrade att gå upp på scen på grund av premiärnerver och bråket med hennes militärkors. Offenbach var tvungen att rusa ned i orkesterdiket och påbörja ouvertyren. Så snart som Schneider hörde de första tonerna Voici le sabre de mon père torkade hon tårarna och log "som en cirkushäst som hört en polka" mindes hon senare.
Första akten förflöt utan missöden och publiken dansade ut i mellanakten nynnande på samma Sabelsång. Men återstoden av aftonen hämtade sig aldrig efter kioskvältaren Dites-lui sjungen av Schneider tidigt i akt II. I sin dagbok sammanfattade Ludovic Halévy allmänhetens mottagande efter premiären: "Fredagen den 12 april klockan halv nio steg ridån upp på Variétés för första akten av La Grande-duchesse de Gérolstein.. (...) Från de första orden och tack vare, det måste tillstås, Couder [som spelade General Boom], var salongen eld och lågor och den stillnade inte förrän i mitten av andra akten. Vilken början! Så vackert! det var väldigt vackert! Vi kände det väl och var både glada och rädda för denna framgång. Vi hade anledning att vara rädda. 'Le carillon de ma grand’mère' dämpade entusiasmen och tredje akten med dolkbönen och kvarnstenarna (ah, som var dålig) kunde inte återställa publikens dåliga humör. Och stycket, som började i succé, slutade vid halv tolv ... det var svårt att säga hur. Till och med de stora teaterkritikerna var förvirrade. Är det en stor framgång? Är det en halv framgång? Är det ett fiasko? Åsikterna var delade och våra vänner visste inte vad de skulle säga." Vid premiären fick general Boums sånger bisseras, liksom dryckessången i akt III.
Eugène Tarbé skrev: "I hela mitt liv har jag inte hört sådana skratt och applåder som under första akten. Verket är fullt av utmärkt musik; det spelar ingen roll om genren är lätt; talangen är stor" men han anmärkte "angående sångerna: Dites-lui qu’on l’a remarqué, sjungen av fröken Schneider med en utsökt mjukhet, musiken och situationen släpar lite." Han avslutade sin recension med att ge råd: "Stycket är för långt, och det skulle behöva göras några nedskärningar att göra i finalen som blir lite monoton i slutet. Några små uppoffringar från författarna skulle ge deras nya verk mycket mer glans." Direkt efter premiären började Offenbach och librettisterna arbetet med att stryka och omarbeta verket. I ändringarna ingick en helt omarbetad final till akt II och till tredje föreställningen var den nya versionen spelklar och blev en succé.
Den 7 augusti hade operetten spelats 100 gånger och förblev på repertoaren hela sommaren medan åskådarna fortsatte att modigt trotsa den "förtryckande hettan". Den 200:e och sista föreställningen i Paris ägde rum den 30 november 1867, några dagar efter premiären av Robinson Crusoé, den nya operett av Jacques Offenbach som hade premiär på Opéra-Comique den 23 november 1867.

### Celebra gäster
Den 25 april 1867 närvarade kejsare Napoleon III vid föreställningen ensam men tog med sin hustru vid ett senare tillfälle. Den 26-årige prinsen av Wales (blivande kung Edvard VII av Storbritannien) såg föreställningen den 13 maj men prinsen var tvungen att personligen be Hortense Schneider med hjälp att få en loge. Schneider lyckades först efter att ha gjort efterforskningar på svarta börsen. Samma kväll skrev Le Figaro om den kungliga gästen samt noterade att i publiken kunde ses "madame Galliffet och hertiginnan av Manchester". Tsar Alexander II av Ryssland anlände till Paris för att bevista Världsutställningen men redan i Köln hade han telegraferat och försäkrat sig om en loge till den 1 juni då han skulle anlända. Efter att ha besökt den rysk-ortodoxa kyrkan i Paris rusade han till teatern med två av sina söner. Prosper Mérimée befann sig i salongen samma afton och noterade att "Mlle Schneiders ben verkar ha haft stor inverkan på Vladimir". Den 7 juni träffades tsaren, hans son Alexander (den blivande Alexander III av Ryssland), kung Vilhelm I av Preussen (den blivande kejsar Vilhelm I av Tyskland) och Otto von Bismarck vid en lunch som gått till historien som "Trekejsarmiddagen" (Dîner des trois empereurs). Middagen avhölls på restaurang Tour d´Argent och varade i åtta timmar.
Bismarck såg föreställningen den 11 juni och journalisten Albert Wolff skrev i Le Figaro: "Den preussiske ministern hade mycket roligt; han applåderade Hortense Schneider flera gånger...".. Efter föreställningen sade Bismarck till sin sekreterare att den militära satiren hade varit "C'est tout-à-fait ça!" (Det är precis så det är!) Tre år senare utbröt Fransk-tyska kriget och efter Frankrikes nederlag förbjöds operetten i hemlandet på grund av dess antimilitaristiska budskap och innehåll.
Sultan Abd ül-Aziz av Osmanska riket kom till föreställningen den 30 juni "klädd som en engelsk prelat", enligt Mérimée. Den 19 juli 1867 såg Ismail Pascha, khediven av Egypten föreställningen för tredje gången. Han var även en flitig besökare i Hortense Schneiders omklädningsrum, vilket orsakade svartsjuka hos en annan beundrare, Xavier Feuillant, att denne en kväll visade sig i logen mittemot khedivens iklädd en fez.
Kung Ludvig I av Portugal såg föreställningen den 1 augusti och den 6 augusti sågs den av både kung Karl XV av Sverige och den musikälskande storfursten Konstantin Nikolajevitj av Ryssland.
Kejsare Frans Josef I av Österrike kom att bli ett undantag genom att inte gå och se Storhertiginnan av Gérolstein under sina besök i Paris. Satirtidningen Nain Jaune föreslog ironiskt att det storhertigdömet Gérolstein hade förklarat krig mot Österrike.

## Internationella uppsättningar
Teaterchefer i Europa och USA som hade hört om operettens stora succé blev naturligtvis än mer intresserad när rapporter kom om de summor som uppsättningen spelade in. Sköna Helena, Riddar Blåskägg och de första speldagarna av Storhertiginnan av Gérolstein hade inbringat omkring $600 000 (i 1867 års valuta). Ett helt operasällskap importerades från Paris att uppträda på "Théâtre Français" i New York den 24 september 1867 där den spelades i sex månader. Succén var så stor och omedelbar att melodierna "nynnades, visslades och spelades tills öronen höll på att trilla av" skrev George Odell i "Annals of the New York Stage". Operetten (fortfarande lanserad under den franska titeln "La Grande-duchess de Gérolstein") startade en vurm för fransk Opéra bouffe, vilken var ohotad ända till en brittisk operett, Gilbert och Sullivans H.M.S. Pinafore, inledde en sorts vurm elva år senare. 1868 sattes operetten upp på engelska i New York på New York Theatre. på Wood's Museum, på Metropolitan den 14 november 1870 samt på Union Square Theatre den juli 1872. 1869 fick operetten nypremiär i Paris med Zulma Bouffar i titelrollen. 1873 sattes den upp i Australien med Alice May, som även spelade rollen på Gaiety Theatre, London 1876. Flera uppsättningar gjordes i New York i början av 1890-talet, den första ägde rum på Casino Theatre. Andra engelska uppsättningar gjordes på Savoy Theatre i London av D'Oyly Carte Opera Company 1897–98 med en ny översättning av Charles Brookfield och texter av Adrian Ross, och i ensemblen ingick Florence St. John, Florence Perry, Walter Passmore och Henry Lytton. Uppsättningen spelades 99 gånger och ansågs som livlig, men också sund och "sipp".
I november 1867 framfördes verket på Covent Garden i London i en engelsk översättning av Charles Lamb Kenney med Mrs Howard Paul i titelrollen och en efterföljande turné med Emily Soldene som storhertiginnan. Året efter hade Schneider stor framgång i rollen då hon gjorde sin Londondebut, det första av flera besök i London.
Den 11 maj 1867 rapporterade Le Figaro kommentarerna från L'Europe som meddelade att censuren motsatt sig uppförandet av Storhertiginnan av Gérolstein i Wien då den ansågs vara en "alltför blodig satir av ... Österrikiska armén"  som föregående år hade besegrats av den preussiska armén. Den 16 maj 1867 publicerade Le Figaro Hippolyte de Villemessants artikel från Wien: "Första Storhertiginnan triumf. - Offenbach inropad, bejublad. - [Sången] Faderns sabel exalterad. - Entusiastisk publik."
Den 1 juni 1867 skrev Le Figaro en mer utförlig rapport: "Man ville höra alla stycken om igen, och om artisterna hade gett vika för publikens jubel skulle föreställningen, som redan har passerat den lagstadgade tiden klockan 10 med trettiofem minuter, ha slutat senare än klockan 11. Mer än två hundra statister, soldater, damer från storhertiginnans svit och ett militärband intog scenen i första och andra akten, och resultatet är magnifikt. 'Le Carillon', som hade tagits bort i Paris i slutet av andra akten, dansas med stor entusiasm av artisterna, till vilka dansare från teatern läggs till: det har applåderats med entusiasm. Aldrig tidigare hade en sådan festlighet förärats Offenbach, som måste ha kallats upp på scenen sex gånger hyllad av hela salen."
De 14 maj 1867 tillkännagav Le Figaro att det är "teatern i Galeries Saint-Hubert som kommer sätta upp La Grande-Duchesse de Gérolstein" i Bryssel. Le Figaro citerade recensionerna den 6 juni 1867: "Samma uppskattning som här för texten; enhälligt beröm för första akten. Berättigad entusiasm för Offenbachs musik." I augusti 1867 deltog Offenbach vid den 54:e föreställningen där han "erkändes och hyllades". Teatern stängde den 15 augusti 1867 efter 70 föreställningar. Under hösten hade operetten premiär i bland annat Baden-Baden, Köpenhamn, Liège och London, 
samt i de franska städerna Bordeaux, Marseille, Toulouse, Lille, Lyon, Toulon, Rouen, Boulogne-sur-Mer, Nantes, Strasbourg, Nancy, Montpellier, Grenoble, Metz, Versailles, Châlons-en-Champagne, Épernay och Vitry.

## Personer

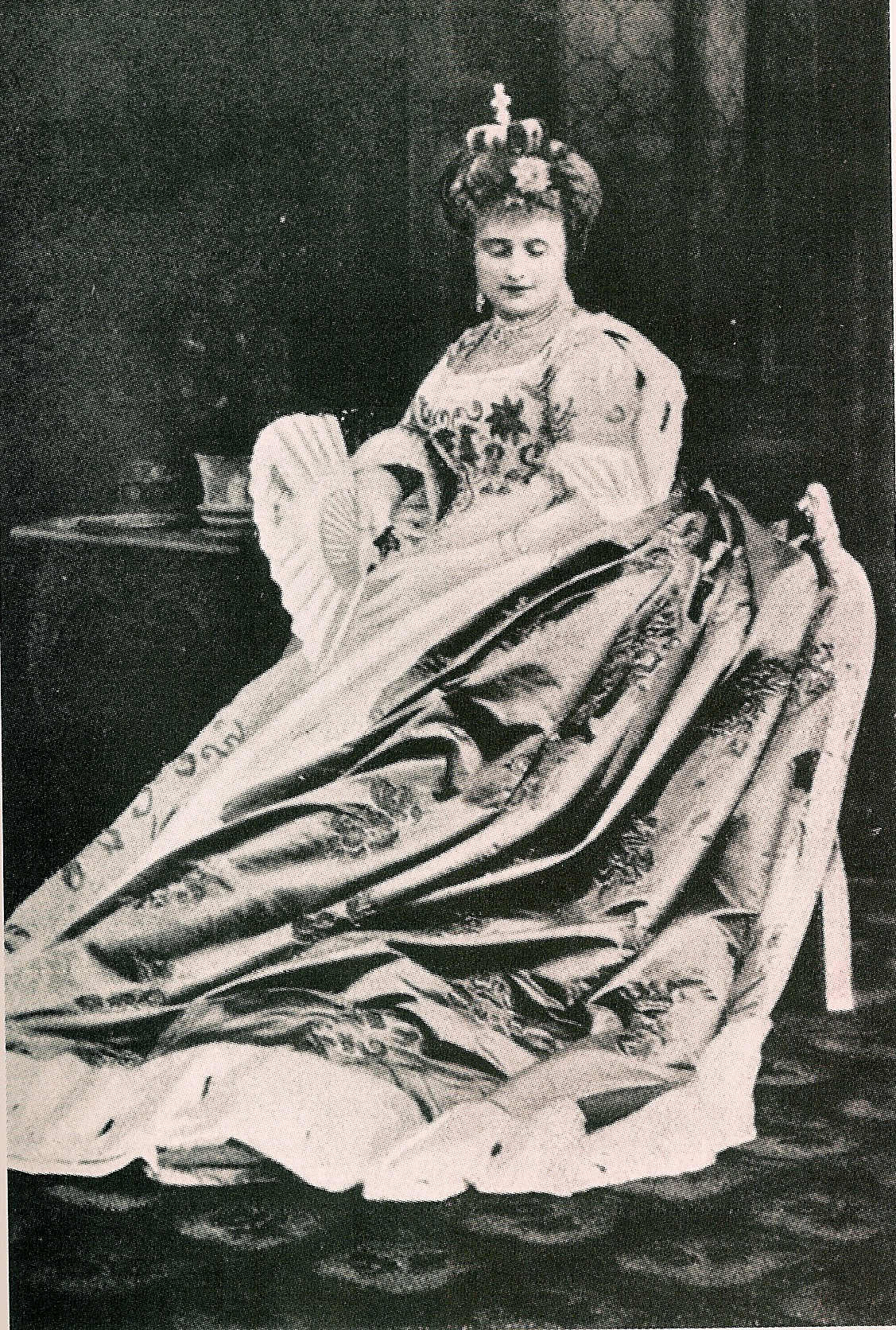
Hortense Schneider som "La Grande Duchesse"

| Roller                                                                                     | Röststämma       | Premiärbesättning 12 april 1867, (Dirigent: Jacques Offenbach) |
| ------------------------------------------------------------------------------------------ | ---------------- | -------------------------------------------------------------- |
| Storhertiginnan Julia                                                                      | mezzosopran      | Hortense Schneider                                             |
| Fritz Krüger, grenadjär                                                                    | tenor            | José Dupuis                                                    |
| Wanda, en bondflicka och förlovad med Fritz                                                | sopran (subrett) | Émilie Garait                                                  |
| General Boum                                                                               | baryton          | Henri Couderc                                                  |
| Prins Paul                                                                                 | tenor            | Pierre-Eugène Grenier                                          |
| Baron Puck                                                                                 | bas              | Jean-Laurent Kopp                                              |
| Baron Grog                                                                                 | bass             | Louis Baron                                                    |
| Népomuc, en adjutant                                                                       | tenor            | Emmanuel Ronger, 'Gardel-Hervé'                                |
| Iza, en kammarjungfru                                                                      | sopran           | Berthe Legrand                                                 |
| Amélie, en kammarjungfru                                                                   | mezzosopran      | Véron                                                          |
| Olga, en kammarjungfru                                                                     | sopran           | Morosini                                                       |
| Charlotte, en kammarjungfru                                                                | mezzosopran      | Marcourt                                                       |
| Officerare, soldater, musiker, trumslagare, bönder, kammarjungfrur, hovmän, pager, poliser |                  |                                                                |

## Handling
Plats: Det fiktiva storhertigdömet Gérolstein
Tid: 1720

### Akt I

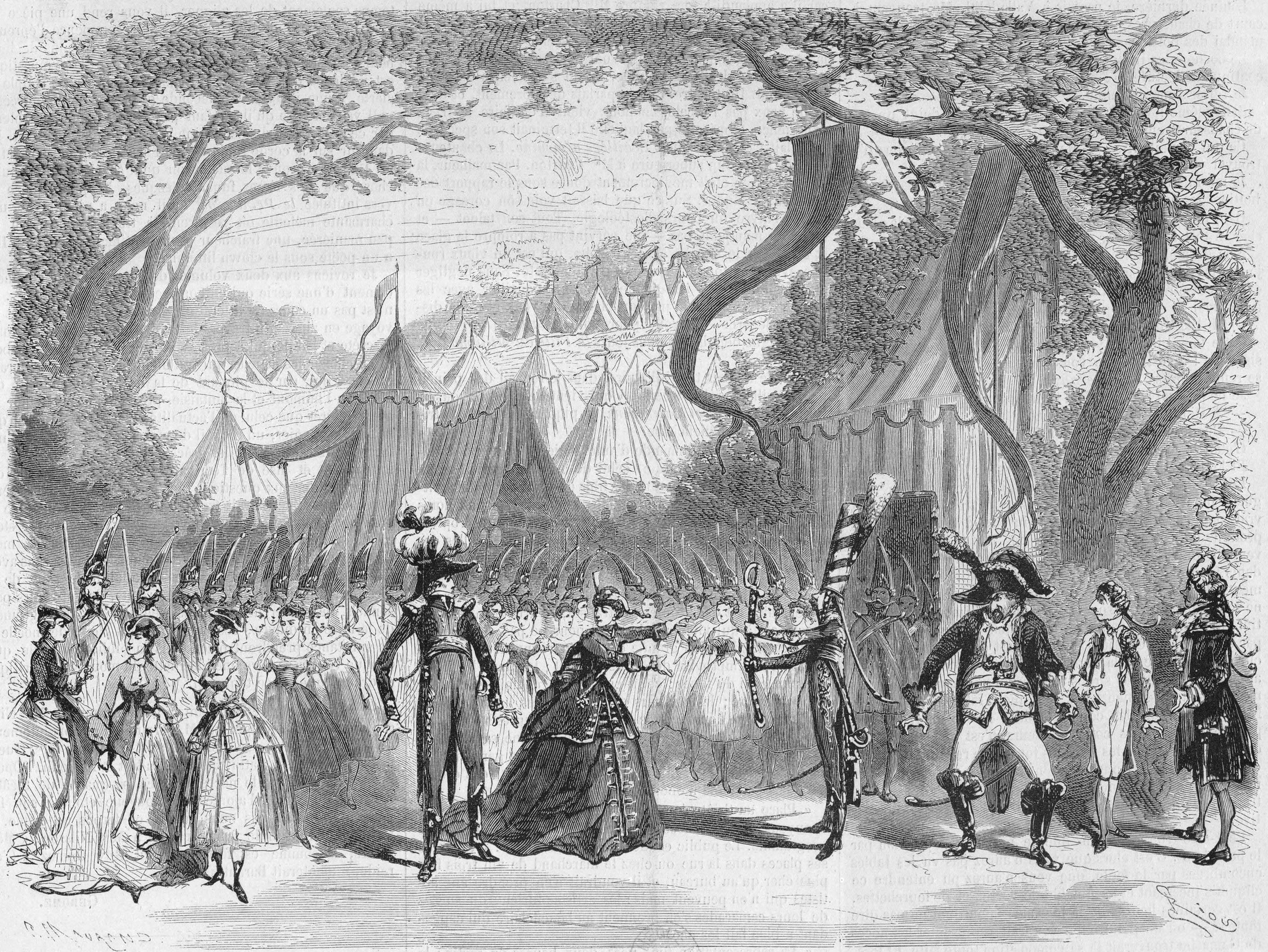
Pressillustration av Akt I från originaluppsättningen

Den 20-åriga Storhertiginnan, som har uppfostrats av sin lärare och hovmarskalk baron Puck att få som hon vill, är charmerande men en veritabel tyrann. Hon har blivit förlovad med den sprättige prins Paul men hon gillar honom inte. För att roa henne startar baronen ett krig. Hon bestämmer sig för att inspektera trupperna. En trumvirvel hörs och rop hörs att fienden närmar sig, men det visar sig bara vara Hennes Höghet.
Inspektionen visar sig lyckosam då hon blir förälskad i den manlige och vackre soldaten Fritz, vars huvudpassioner i livet är kärleken till den vackra Wanda och avskyn för General Boum. Storhertiginnan utnämner omedelbart Fritz till korpral och hon bli alltmer förtjust i honom. Han blir snart befordrad till sergeant, löjtnant och kapten. Slutligen, för att reta generalen, gör hon honom till överbefälhavare och sänder honom att besegra fienden.

### Akt II
Fritz vinner striden lätt genom att berusa fiendearmén: hans artilleri består av 300 000 välfyllda vinbuteljer. När han segerkrönt återvänder blir storhertiginnan alltmer förtjust i honom och antyder möjligheten om fler belöningar. Men han vägrar falla till föga och föredrar fortfarande sin Wanda och till storhertiginnans missnöje ber han om tillåtelse att få gifta sig med Wanda omedelbart. Det blir dödsstöten för storhertiginnans beundran och hon funderar på att mörda Fritz efter bröllopet.

### Akt III
När allt är klart för det blodiga dådet ändrar sig emellertid storhertiginnan. Hon är upptagen med en ny affär med baron Grog. Än en gång ställs hinder i vägen för hennes kärleksliv då det visar sig att baron Grog redan är gift och har fyra barn. Storhertiginnan blir tankfull och bestämmer sig för att gifta sig med sin förlovade prins Paul. "Om man inte kan få den man älskar får man älska den man kan få".
I stället för att döda Fritz straffar hon honom med högljudda serenader under bröllopsnatten och skickar sedan iväg honom med falskt budskap om att besegra fienden. Men fienden består av en svartsjuk äkta man som misstar Fritz för en annan och spöar upp honom. Fritz fråntas alla militära utmärkelser men det innebär samtidigt att han kan lämna armén och återvända till Wanda och bli byns lärare, om dock en ganska okunnig sådan. General Boum är glad att åter få återta kommandot över armén; Baron Puck återinstalleras i sin forna tjänst; Baron Grog sänds hem till hustru och barn; och prins Paul intar platsen som storhertiginnans brudgum.

## Musiknummer

### Akt I
| Nummer | Titel                                                           | Karaktär                                                                    |
| ------ | --------------------------------------------------------------- | --------------------------------------------------------------------------- |
| 0      | Ouvertyr                                                        | Orkester                                                                    |
| 1a     | Chœur de soldats: En attendant que l'heure sonne                | Kör (soldater, bondflickor)                                                 |
| 1b     | Chanson de Fritz: Allez, jeunes filles, dansez et tournez!      | Fritz och kör (soldater, bondflickor)                                       |
| 1c     | Piff, paff, pouff: À cheval sur la discipline                   | General Boum och manskör (soldater)                                         |
| 2      | Duo mellan Fritz och Wanda: Me voici, me voici!                 | Fritz och Wanda                                                             |
| 3a     | Kör: Portez armes                                               | Kör                                                                         |
| 3b     | Rondeau de la Grande-Duchesse: Ah! que j'aime les militaires    | Storhertiginnan och kör (soldater)                                          |
| 4      | Chanson du Régiment: Ah! c'est un fameux régiment               | Fritz, Storhertiginnan och kör (soldater)                                   |
| 5      | Chronique de la Gazette de Hollande: Pour épouser une princesse | Prins Paul och Storhertiginnan                                              |
| 6a     | Chœur de Soldats: Ils vont tous partir                          | Storhertiginnan, Fritz, Wanda, prins Paul, general Boum, baron Puck och kör |
| 6b     | Couplets du sabre: Voici le sabre de mon père                   | Storhertiginnan och kör                                                     |
| 6c     | Départ de l'armée: Vous pouvez sans terreur                     | Storhertiginnan, Fritz, Wanda, prins Paul, general Boum, baron Puck och kör |

### Akt II
| Nummer      | Titel                                                                    | Karaktär                                                                        |
| ----------- | ------------------------------------------------------------------------ | ------------------------------------------------------------------------------- |
| 7           | Mellanspel                                                               | Orkester                                                                        |
| 8a          | Chœur des demoiselles d'honneur: Enfin, la guerre est terminée           | Kör (kammarjungfrur)                                                            |
| 8b          | Couplets des lettres: Je t'ai sur mon cœur                               | Kör (kammarjungfrur), Iza, Olga, Amélie, Charlotte (kammarjungfrur) och Népomuc |
| 9a          | Retour de la guerre: Après la victoire                                   | Storhertiginnan, Fritz och kör (hovfolk)                                        |
| 9b          | Rondo de Fritz: En très-bon ordre nous partîmes                          | Fritz                                                                           |
| 10          | Duetto et déclaration: Oui, général/Dites-lui qu'on l'a remarqué         | Storhertiginnan och Fritz                                                       |
| 10 (repris) | Melodrama                                                                | Orkester                                                                        |
| 11          | Trio bouffe et Ballade: Ne devinez-vous pas?/Max était soldat de fortune | Prins Paul, General Boum, Baron Puck                                            |
| 12          | Melodrama och final                                                      | Orkester                                                                        |

### Akt III: Tablå 1
| Nummer     | Titel                                                     | Karaktär                                                                     |
| ---------- | --------------------------------------------------------- | ---------------------------------------------------------------------------- |
| 13         | Mellanspel                                                | Orkester                                                                     |
| 14         | Duett: Ô grandes leçons du passé!                         | Storhertiginnan och general Boum                                             |
| 15a        | Conjuration: Sortez, sortez de ce couloir                 | Manskör, Prins Paul, General Boum, Népomuc och Baron Puck                    |
| 15b        | Chant des rémouleurs: Tournez, tournez, manivelles        | Manskör, Baron Grog, Prins Paul, General Boum, Népomuc och Baron Puck        |
| 9 (repris) | Melodrama                                                 | Orkester                                                                     |
| 16         | Chant nuptial: Nous amenons la jeune épouse               | Kör                                                                          |
| 17         | Nocturne: Bonne nuit, monsieur!                           | Wanda, Fritz, Baron Puck, Prins Paul, Népomuc, General Boum, Baron Grog, kör |
| 18a        | Couplets des mariés: Faut-il, mon Dieu, que je sois bête! | Wanda och Fritz                                                              |
| 18b        | Sérénade: Ouvrez, ouvrez!                                 | Wanda, Fritz, Baron Puck, Prins Paul, General Boum, Baron Grog, kör          |
| 18c        | À cheval!: À cheval! vite, monsieur le général!           | Wanda, Fritz, Baron Puck, Prins Paul, Népomuc, General Boum, Baron Grog, kör |

### Akt III: Tablå 2
| Nummer | Titel                                                        | Karaktär                                                                                         |
| ------ | ------------------------------------------------------------ | ------------------------------------------------------------------------------------------------ |
| 19     | Mellanspel                                                   | Orkester                                                                                         |
| 20a    | Chœur de noce: Au repas comme à la bataille                  | Storhertiginnan, Baron Puck, Prins Paul, Népomuc, General Boum, Baron Grog och kör               |
| 20b    | Légende du Verre: Il était un de mes aïeux                   | Storhertiginnan och kör                                                                          |
| 21     | Retour et complainte du général: Eh bien, altesse, me voilà! | Wanda, Fritz, General Boum, Baron Puck, Prins Paul, Baron Grog, Népomuc, Storhertiginnan och kör |
| 22     | Finale: Enfin j'ai repris le panache                         | Wanda, Fritz, Baron Puck, Prins Paul, General Boum, Baron Grog, Storhertiginnan och kör          |

## Citat och lån
- La Chambre rouge, det ursprungliga namnet på Storhertiginnan av Gérolstein, är också titeln på ett drama i sex akter av Théodore Anne och Auguste Maquet skrivet 1852. Librettisterna verkar dock inte ha tagit mycket inspiration från det.
- Namnet Gérolstein kommer från Les Mystères de Paris (Paris mysterier), en roman av Eugène Sue som dök upp i serieformat 1842 och 1843. I denna roman är karaktären Rodolphe storhertig av Gérolstein.
- Historien om greve Max (musiknummer 11) skulle kunna ha varit inspirerad av romanen Le Secrétaire intime (Handsekreteraren) av George Sand publicerad 1834.
- I Offenbachs operett Le Financier et le Savetier från 1856 nämner librettisten Hector Cremieux en prins av Gérolstein.
- I sångnummer nr 9 nämner Fritz La Mère Godichon. Det var en populär sång, citerad till exempel i Mémoires de l’Académie des colporteurs tryckt 1748. Den blev föremål för en vaudeville 1840 av Lubize och Michel Delaporte.
- När Fritz sjunger "Ah quel plaisir d’être soldat!" (Nr 18) citerar han texten till sångnummer 1 ur operan Vita frun av François Adrien Boieldieu från 1825.
- Den sista raden i pjäsen, "Quand on n’a pas ce que l’on aime, il faut aimer ce que l’on a" (När vi inte har det vi älskar, måste vi älska det vi har), är från Roger de Bussy-Rabutin i sitt brev till Madame de Sévigné från den 23 maj 1667. Offenbach kommer senare att använda det igen 1878 i Manoëlas kupletter i Maître Péronilla.

## Bilder från svenska föreställningar

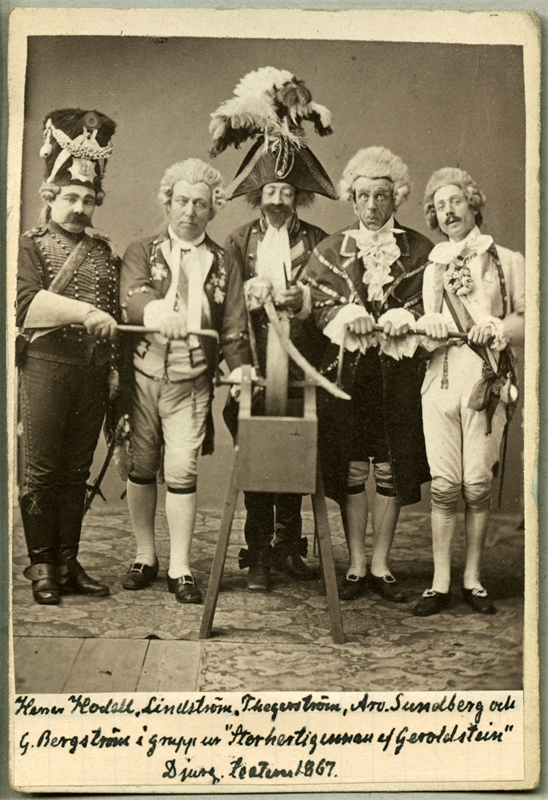
Djurgårdsteatern 1867.
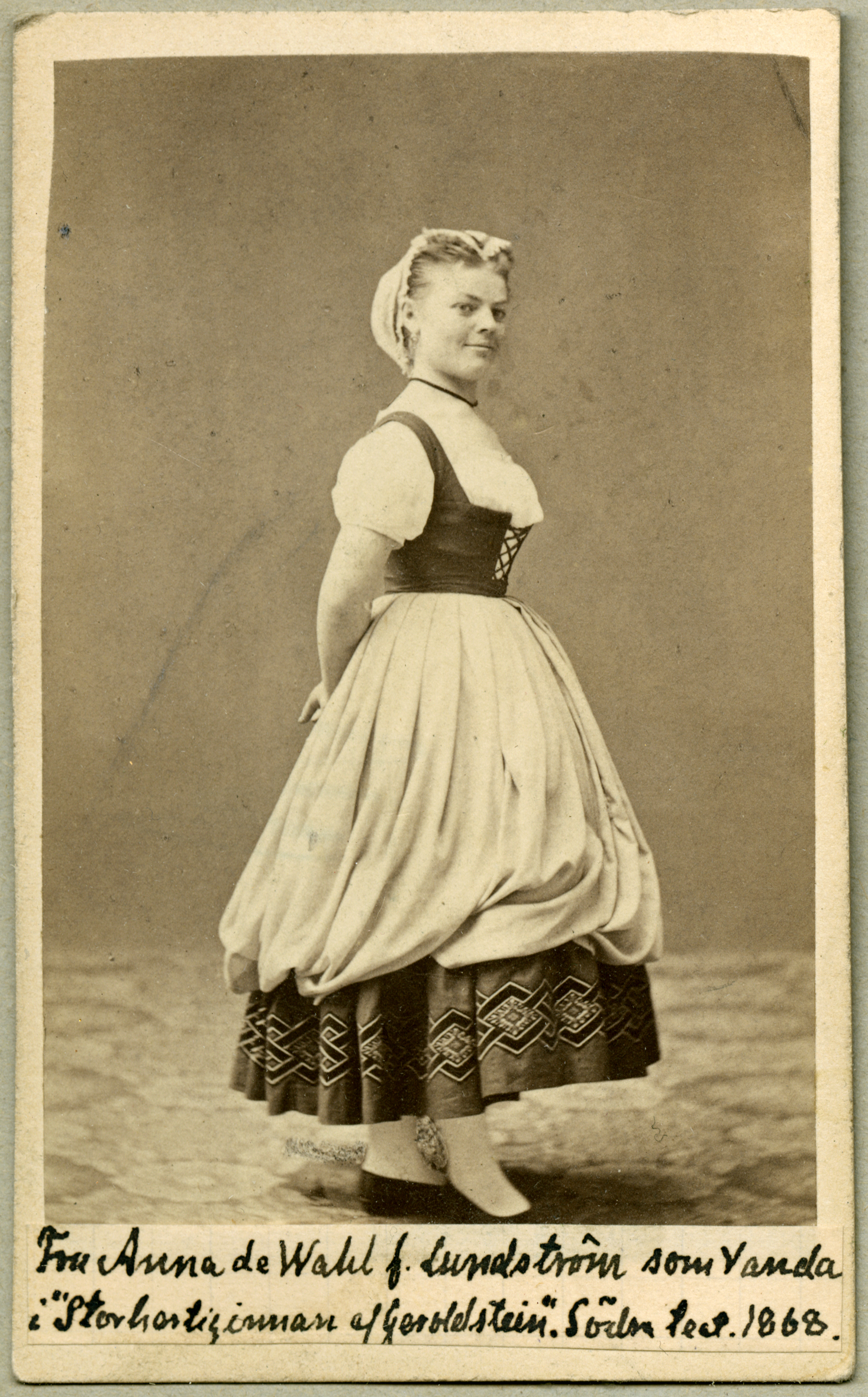
Anna de Wahl som Wanda på Södra teatern 1868.
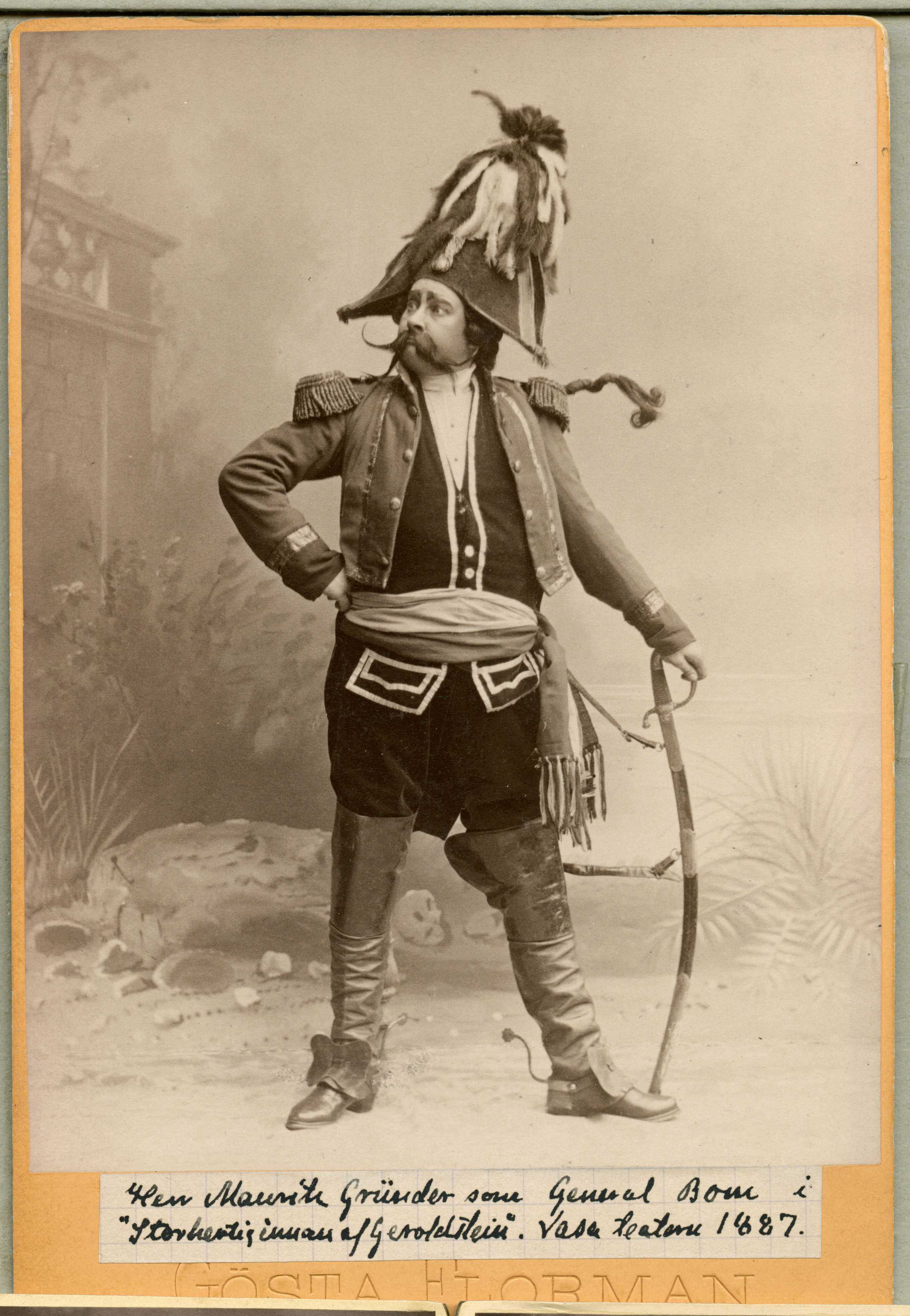
Mauritz Gründer som General Bumm  på Vasateatern 1887.
Frans Hodell som Népomuck 1867.
Gustaf Bergström som Prins Paul 1867.
Hugo Rönnblad som Fritz på Vasateatern 1893.